# 스람섬
스람섬(인도네시아어: Pulau Seram, 옛 표기법은 Ceram)은 인도네시아 말루쿠 제도에서 두번째로 큰 섬이다. 반다해 북부에 위치하며 면적은 약 17,100 km2이다. 역사적 중심지였던 암본섬을 제외하면 말루쿠 주의 중심이라고 할 수 있다. 암본섬의 바로 북쪽에 위치해 있다.

## 지리와 지질
스람섬은 산맥 중간을 가로지르며 가장 높은 산인 비나이야산은 빽빽한 열대우림으로 가득하다. 세람섬의 복잡한 지질은 그 구조상으로 여러 미세판 (microplate)들이 만나는 지점에 있기 때문인데 이로 인해 "지질구조상으로는 지구에서 가장 복잡한 곳 중 하나"로 불려왔다. 세람섬은 실제로는 자체 미세판이 있으며, 이 미세판은 파푸아 미세판의 비교적 빠른 움직임 때문에 지난 800만년간 지면 각으로 80° 정도까지 뒤틀렸다. 한편 오스트레일리아판이 북쪽 방향으로 밀고 올라오기까지 하면서, 융기가 일어나 세람섬의 최고 고도는 3000m 이상으로까지 늘어났다. 섬에 있는 카르스트 지형 역시 증요하다. 사와이 부근의 산지에는 하투사카 동굴이 있는데 인도네시아에서 가장 깊은 동굴 (지하 388미터)이다. 북부 해안가에 위치한 타니웰 구에는 지하에 사팔레와 강이 흐르는데 지구 최대의 지하 강 중 하나였다.
2010년 인구총조사 결과 스람섬의 인구는 434,113명으로 3개의 행정 당국으로 나뉜다. 세람섬 내의 말루쿠텐가 당국은 인구가 170,392명이며, 나머지 섬은 스람바기안바랏 당국과 스람바기안티무르 당국으로 나뉘며 인구는 191,306명이다 (주로 암본섬에 분포).

## 같이 보기
- 인도네시아의 섬
- 알푸르족
- 마누셀라족
- 웨말레족
- 알루네족
- 1899년 스람섬 지진